# Bataille de Louvain (1831)
Pour les articles homonymes, voir Bataille de Louvain.
Guerre belgo-néerlandaise
Campagne des Dix-Jours
La bataille de Louvain est un affrontement de la guerre belgo-néerlandaise qui eut lieu le 12 août 1831 entre les troupes belges et les troupes du royaume uni des Pays-Bas dans les environs de la ville de Louvain, pendant la campagne des Dix-Jours.

## Déroulement
Le 12 août 1831 le prince héritier Guillaume II attaque Louvain où le roi Léopold Ier a installé son quartier-général. Les Belges doivent se replier et les Néerlandais traversent la Dyle et occupent le Ijzerenberg à Herent.
Entretemps, une armée du royaume de France de 70 000 hommes sous la conduite du maréchal Gérard entre en Belgique pour venir en aide aux Belges dans le cadre du traité des XVIII articles. Pour éviter une guerre avec la France, le prince d'Orange signe un armistice avec les Belges à Pellenberg. Il y a encore quelques escarmouches, mais à 16 h 30, la campagne des Dix-Jours prend fin.
Le 13 août 1831, la ville était, selon une des conditions de l'armistice, encore symboliquement occupée par les Néerlandais sous le commandement des princes Guillaume et Frédéric. Les princes font une promenade à travers Louvain et boivent une bière dans une auberge locale. Le 14 août, les Néerlandais se retirent et le roi Léopold entre dans la ville.
Les dernières troupes gouvernementales néerlandaises quittent la Belgique le 20 août 1831, mettant un terme à la campagne des Dix-Jours.